# Louvigny, Sarthe
Louvigny là một xã thuộc tỉnh Sarthe trong vùng Pays-de-la-Loire tây bắc nước Pháp. Xã này có diện tích 8,7 km2, dân số năm 2006 là 172 người.